# Domenico Corona
Domenico Corona (Isola del Liri, 1825 – Isola del Liri, 1911) è stato un imprenditore italiano.

## Biografia
Domenico Corona, giovane operaio della cartiera Lefebvre, ebbe la sua occasione di emergere nel 1851. In quegli anni, la cartiera, sita ad Isola del Liri, era costretta a numerose interruzioni della produzione a seguito della difficoltà di rifornirsi di feltri: essi, infatti, venivano importati dalla Francia ed i mezzi dell'epoca rendevano difficoltoso e lento il loro arrivo. Il Lefebvre, nel tentativo di ovviare al problema, si appellò ai numerosi lanifici locali, chiedendo che iniziassero anche una produzione di feltri adatti all'impiego nella produzione cartaria. Il suo invito rimase inascoltato da tutti, tranne che da Domenico Corona, suo operaio, che iniziò a studiare minuziosamente i feltri provenienti dalla Francia e cercare un modo per riprodurli con le medesime caratteristiche. Decise, quindi, di presentare la propria idea al Lefebvre, proponendosi di curare la produzione di feltri se egli avesse deciso di produrre questi ultimi in proprio, aprendo un nuovo ramo aziendale. Il Lefebvre rispose negativamente, pur lodando il Corona per l'intraprendenza, aggiungendo che se avesse voluto iniziare egli stesso una produzione di feltri, sarebbe stato ben felice di comprarli. Non perdendosi d'animo, Domenico Corona fece notare al Lefebvre che pur volendo, egli non aveva mezzi a disposizione per poter pensare di progettare la nascita di un'azienda per la produzione di feltri. Lefebvre, colpito dalla determinazione del suo dipendente, decise di aiutarlo con la somma di 1500 ducati versati il 24 marzo 1851 e sufficienti per comprare un telaio a mano ed un piccolo follone a martelli, mentre le materie prime come i filati vennero forniti da un lanificio locale. I primi feltri non erano perfetti, ma raggiunsero comunque un buon livello qualitativo, al punto da spingere il Lefebvre a condonare a Domenico Corona l'intera somma anticipata ed affidandogli la fornitura di feltri per la sua cartiera, con l'obbligo, però, di non rifornire nessun altro. Il Feltrificio Domenico Corona in pochi anni prosperò, tanto che furono fatti investimenti per comprare nuovi telai a mano, venne impiantato un piccolo reparto di filatura con un assortimento di carde di 80 centimetri e circa 50 fusi, contemporaneamente aumentò il bisogno di manodopera e le assunzioni in fabbrica. Il Lefebvre si preoccupò, inoltre, per i primi tempi, di anticipare al Corona dai 500 ai 1000 ducati all'inizio della campagna lanaria da decurtare, successivamente, sull'importo delle forniture annue. Questo permise alla nuova industria di acquistare le lane fini di Foggia utilizzate per la produzione dei feltri. Nel 1858, a seguito delle insistenze del Sorvillo, proprietario della Cartiera del Liri, e con il benestare del conte Ernesto Lefebvre di Balsorano, nel frattempo succeduto al padre, Domenico Corona poté iniziare a rifornire tutte le cartiere locali attive all'epoca.
Domenico Corona, dopo aver dedicato la sua vita al lavoro con passione e determinazione, venne a mancare nel 1911.